# Paul Lehfeldt
Paul Ernst Emil Lehfeldt (* 9. Februar 1848 in Berlin; † 2. Juli 1900 in Bad Kissingen) war ein deutscher Kunsthistoriker.

## Leben
Als Sohn des Verlegers Joseph Lehfeldt (1804–1858) und dessen Ehefrau Luise, geborene Jacoby (1810–1888), absolvierte Paul Lehfeldt 1867 das Friedrichwerdersche Gymnasium in Berlin. Von 1867 bis 1871 studierte er in Bonn (bei Anton Springer) und in Berlin (bei Karl Friederichs und Ernst Curtius) Kunstgeschichte und Archäologie. Daneben legte er 1873 an der Berliner Bauakademie die Bauführerprüfung ab. 1871 promovierte er in Halle zum Dr. phil. und 1876 habilitierte er sich als Privatdozent an der Berliner Bauakademie. Von 1878 lehrte er Geschichte der Baukunst an der Bauakademie, ab 1879 bis 1888  an der daraus hervorgegangenen Königlich Technischen Hochschule in Charlottenburg Deutsche sowie Allgemeine Kunstgeschichte. Ab Mitte der 1870er Jahre wohnte Paul Lehfeldt mit seiner Familie zusammen mit seiner Mutter, seinem Bruder, dem Richter und Parlamentarier Leonhard Heinrich Lehfeldt und dessen Familie sowie seiner Schwester Clara und deren Mann, dem Maler Paul Meyerheim, im Lehfeldtschen Haus in der Matthäikirchstraße im Berliner Tiergartenviertel.

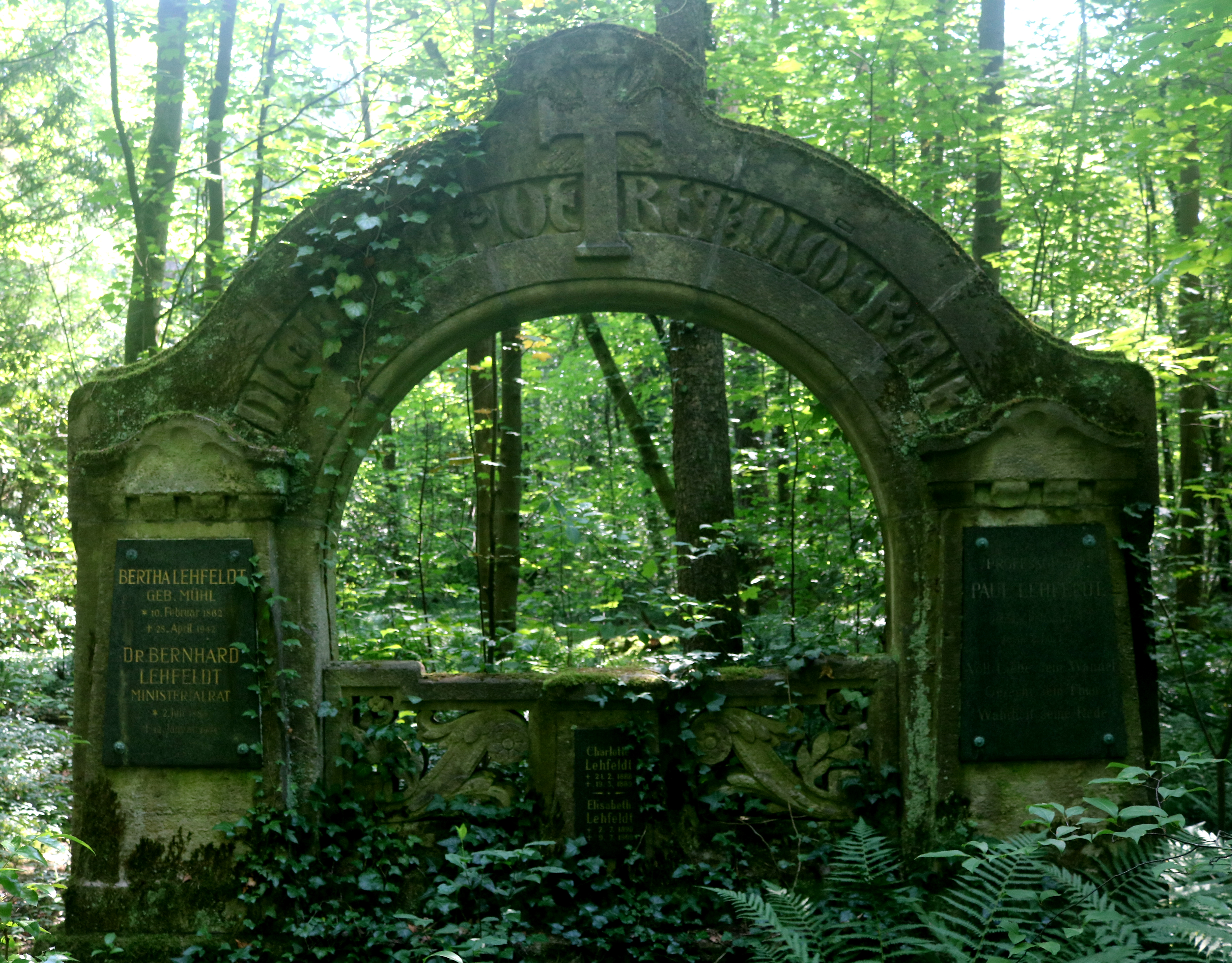
Grabanlage von Paul Lehfeldt und Familie auf dem Südwestkirchhof Stahnsdorf; Zustand 2021

1884 wurde er als Nachfolger von Friedrich Klopfleisch (1831–1898) zum Konservator der Kunstdenkmäler Thüringens berufen. Seine Amtsbezeichnung „Konservator der Regierungen Thüringens“ rührt daher, dass Thüringen damals noch in acht Kleinstaaten (Herzogtümer und Fürstentümer) aufgeteilt war. Hauptsächlich beschäftigte er sich mit der Aufzeichnung von Kunstdenkmälern, insbesondere als Leiter und Herausgeber des Korpuswerkes über die Thüringer Kunstdenkmäler. Zu diesem Thema veröffentlichte er auch zahlreiche Aufsätze in Fachzeitschriften. Für seine Publikationen wurde er vom preußischen Kultusminister zum königlichen Titularprofessor ernannt. Er war Mitglied des Berliner Architekturvereins und der Archäologischen Gesellschaft sowie 1884 Gründungsmitglied der Berliner „Gesellschaft der Zwanglosen“.
Seine letzte Ruhestätte befindet sich nach Umbettung vom Alten St. Matthäus-Friedhof in Berlin auf dem Südwestkirchhof Stahnsdorf.

## Schriften
- Die Holzbaukunst. Vorträge an der Berliner Bauakademie. Springer, Berlin 1880; Nachdruck Holzminden 2001.
- Bau- und Kunstdenkmäler des Regierungsbezirks Coblenz, Düsseldorf 1886.
- Bau- und Kunstdenkmäler Thüringens, Jena 1888–1899 (Digitalisate).
- Einführung in die Kunstgeschichte der Thüringischen Staaten, Jena 1890.
- Luthers Verhältnis zu Kunst und Künstlern, Berlin 1892.